# Out Of Bounds
Out Of Bounds (bra: Chuva de Chumbo; prt: Fora dos limites) é um filme estadunidense, do gênero policial, dirigido por Richard Tuggle e com roteiro escrito por Tony Kayden.

## Sinopse
No aeroporto, jovem troca, acidentalmente, sua mala pela de um traficante, contendo milhões de dólares em drogas. 
A polícia e o criminoso perseguem o rapaz, que encontra em uma atriz a única aliada para provar sua inocência.

## Elenco
- Anthony Michael Hall... Daryl Cage
- Meat Loaf... Gil
- Glynn Turman... Lieutenant Delgado
- Jenny Wright... Dizz / Darlene
- Jeff Kober... Roy Gaddis
- Raymond J. Barry... Hurley
- Pepe Serna... Murano
- Michele Little... Crystal
- Jerry Levine... Marshall
- Ji-Tu Cumbuka... Lemar
- Kevin McCorkle... Tommy Cage
- Linda Shayne... Chris Cage
- Maggie Gwinn... Mrs. Cage
- Ted Gehring... Mr. Cage
- Allan Graf... Biker
- Jennifer Balgobin... Martha

## Trilha sonora
1. "Out Of Bounds" - Stewart Copeland & Adam Ant
2. "Will And Innocent Youth" - Night Ranger
3. "Little By Little" - Robert Daigle
4. "Shot In The Dark" - Belinda Carlisle[7]
5. "So Many Thangz" - The Deele
6. "Move" - Funk Crew
7. "Runaway" - Robert Berry
8. "American Girl" - The American Girls
9. "How Soon Is Now?" - The Smiths[8]
10. "Fresh Flesh" - The Lords of the New Church
11. "Electric Ocean" - The Cult[9]
12. "Burnin' Down The City" - Sammy Hagar
13. "Cities In Dust" - Siouxsie & the Banshees[10]
14. "Run Now" - Tommy Keene
15. "Raise The Dragon" - Intimate Strangers
16. "Wild, If I Wanna" - Y & T